# دیپلادنیا
 دیپلادنیا(نام علمی: Mandevilla sanderi) نام یک گونه از تیره خرزهره‌ایان است.

## نگارخانه

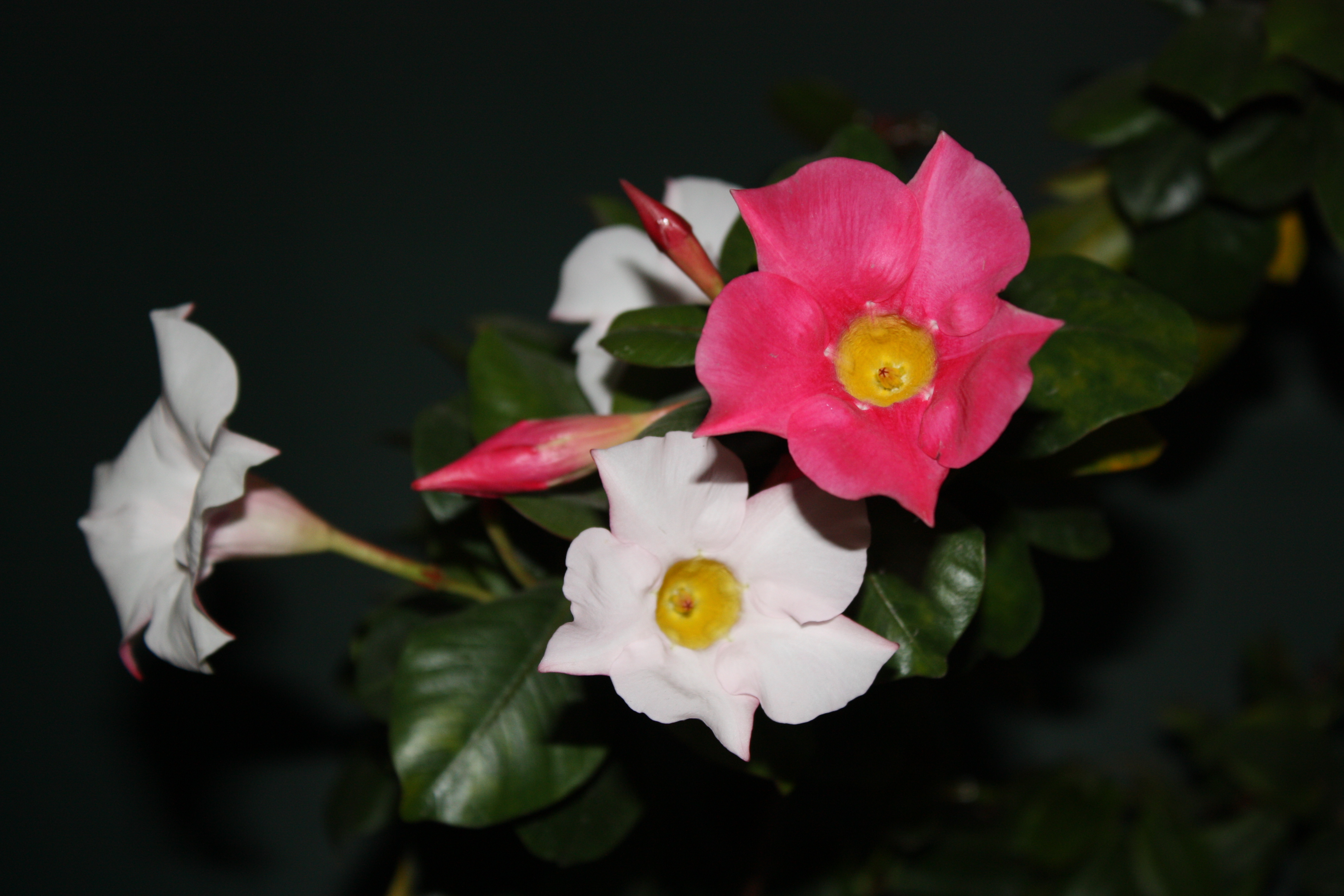
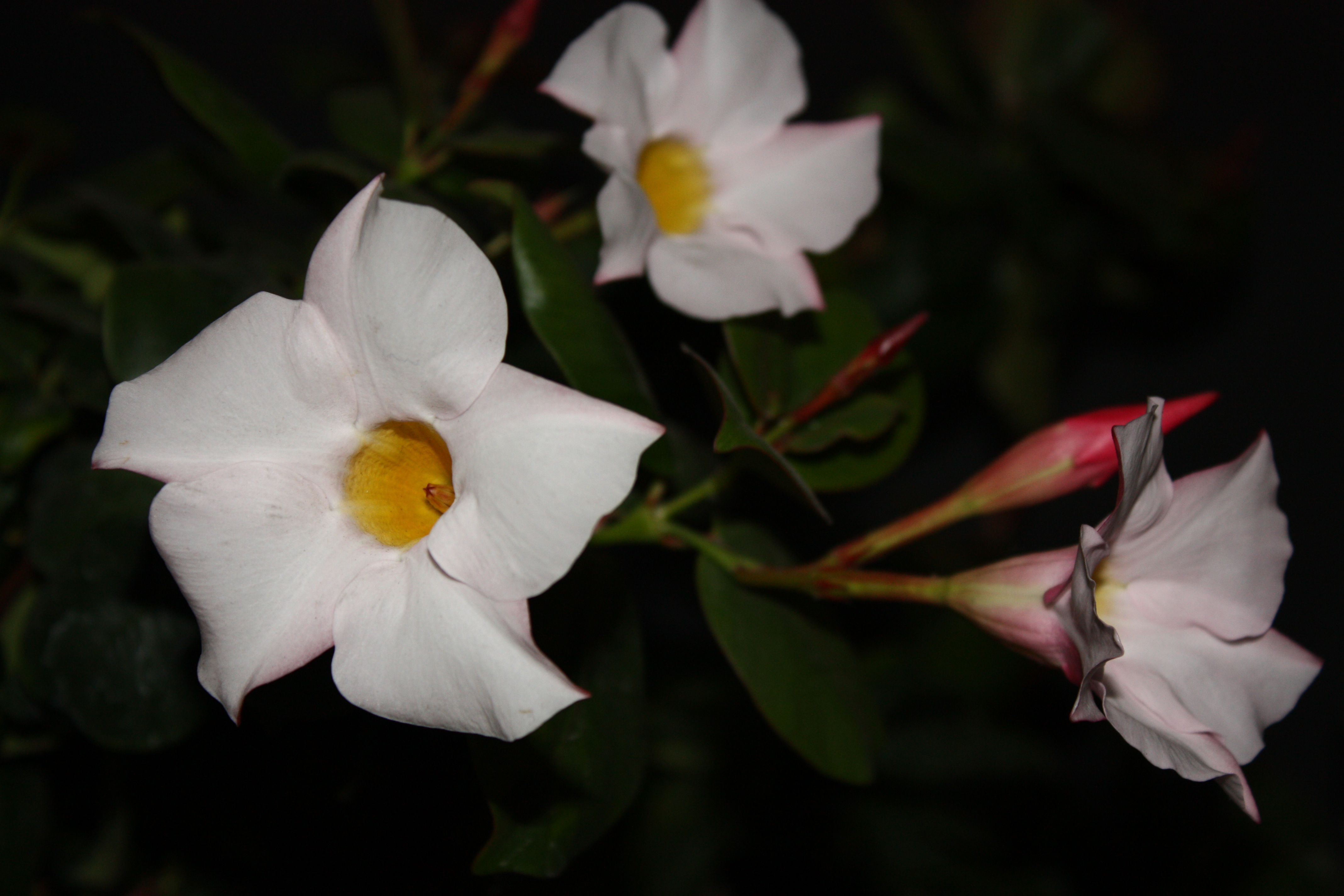